# Dihammaphora nigrovittata
Dihammaphora nigrovittata là một loài bọ cánh cứng trong họ Cerambycidae.